# Blue Water Road
Blue Water Road è il terzo album in studio della cantautrice statunitense Kehlani, pubblicato nel 2022.

## Tracce
1. Little Story – 3:18
2. Any Given Sunday (featuring Blxst) – 2:45
3. Shooter Interlude – 1:59
4. Wish I Never – 3:03
5. Up at Night (featuring Justin Bieber) – 3:02
6. Get Me Started (featuring Syd) – 2:49
7. Everything Interlude – 0:36
8. More Than I Should (featuring Jessie Reyez) – 3:20
9. Altar – 4:04
10. Melt – 3:31
11. Tangerine – 2:59
12. Everything – 3:27
13. Wondering/Wandering (featuring Ambré & Thundercat) – 2:55

## Sample
Due canzoni contengono sample:
- Wish I Never contiene un sample di Children's Story di Slick Rick.
- Up at Night contiene un sample di Fairplay dei Soul II Soul & Rose Windross.

## Classifiche
| Classifica (2022) | Posizione raggiunta |
| ----------------- | ------------------- |
| Stati Uniti       | 13                  |